# Kuhlhasseltia javanica
Kuhlhasseltia javanica är en orkidéart som beskrevs av Johannes Jacobus Smith. Kuhlhasseltia javanica ingår i släktet Kuhlhasseltia och familjen orkidéer. Inga underarter finns listade i Catalogue of Life.